# Ewa Zarębska
Ewa Zarębska (ur. 26 stycznia 1990) – polska lekkoatletka, sprinterka.

## Kariera
Złota medalistka mistrzostw Polski. Największy sukces w dotychczasowej karierze odniosła podczas mistrzostw Europy juniorów (Nowy Sad 2009), gdzie zdobyła srebrny medal w sztafecie 4 x 100 metrów.

## Rekordy życiowe
- bieg na 100 m – 11,81 (2009)